# The Woman in Black: Angel of Death
The Woman in Black: Angel of Death é um filme de terror sobrenatural britânico de 2014, dirigido por Tom Harper e escrito por Jon Croker a partir da história de Susan Hill. O filme é uma sequência de The Woman in Black lançado em 2012, produzido pela Hammer Film Productions e Entertainment One.

## Sinopse
A  história se passa na segunda Guerra Mundial, 40 anos após os eventos ocorridos no filme anterior. Após um bombardeio na cidade de Londres, a professora Eve e sua diretora Jean, levam um grupo de crianças para um lugar afastado, onde possam ficar seguros, vindo a serem alojados num inesperado casarão abandonado (morada da Mulher de Preto) em meio a uma praia deserta frente a um estranho vilarejo que aparenta estar quase que abandonado. Tão logo Eve começa a perceber algo estranho no local, como se a presença de um fantasma estivesse presente. Não demora muito para que a mulher de Preto passe a gostar de uma notável criança diferente das outras, que ficou muda após a perda dos pais. Seu nome é Edward, um garoto especial tanto para o fantasma quanto para a professora Eve. Aí inicia uma série de eventos, onde a professora busca defender o garoto e os demais alunos, e também a investigar a origem do fantasma. A narrativa do segundo filme não apresenta muitos sustos, mas consegue construir um clima de suspense e perigo na busca de Eve tentar salvar o menino Edward que está sendo dominado pela Mulher de Preto.

## Elenco
| Ator             | Personagem     |
| ---------------- | -------------- |
| Phoebe Fox       | Eve Parkins    |
| Jeremy Irvine    | Harry Burnstow |
| Helen McCrory    | Jean Hogg      |
| Adrian Rawlins   | Dr. Rhodes     |
| Leanne Best      | Woman in Black |
| Ned Dennehy      | Jacob          |
| Genelle Williams | Alma Baker     |
| Leilah de Meza   | Ruby           |
| Claire Rafferty  | Clara          |
| Jude Wright      | Tom            |
| Amelia Pidgeon   | Joyce          |
| Pip Pearce       | James          |
| Alfie Simmons    | Alfie          |

## Recepção crítica
O filme The Woman in Black: Angel of Death teve em sua maioria críticas negativas. No site Rotten Tomatoes o filme teve uma classificação de 22%, baseado em 58 críticas, com uma média de 4.6/10. Segundo os críticos, o filme no geral foi bom, mas teve momentos curtos de tensão e poucos sustos.  Segundo o site Metacritic o filme teve uma pontuação de 42/100, baseado em 23 críticas. 